# Ortsbeirat
Der Ortsbeirat ist ein Verwaltungsorgan einer Stadt oder Gemeinde in Deutschland. Der Ortsbeirat wird so genannt in Brandenburg, Hessen und Schleswig-Holstein, je nach Bundesland auch Ortsausschuss. In Baden-Württemberg, teilweise in Sachsen und in Thüringen ist Ortschaftsrat(in Dresden und Leipzig: Stadtbezirksbeirat] der entsprechende Begriff. Im Saarland und in Niedersachsen wird Ortsrat verwendet, in Hannover und Braunschweig  Stadtbezirksrat. In Bremen heißt ein solches Gremium Beirat, in Mecklenburg-Vorpommern Ortsteilvertretung.
In Nordrhein-Westfalen gibt es anstelle von Ortsbeiräten Bezirksvertretungen in den Stadtbezirken oder Bezirksausschüsse in den Ortschaften.
Das Gremium soll die Interessen der Ortsteile, Stadtteile oder Teilorte (in Hessen Ortsbezirk, in Baden-Württemberg, Niedersachsen und bis 2008 in Thüringen Ortschaften) gegenüber der gesamtstädtischen oder gesamtgemeindlichen Verwaltung und dem Hauptorgan der jeweiligen Gemeinde, dem Stadt- oder Gemeinderat vertreten. Die Mitglieder werden in einigen deutschen Bundesländern bei den Kommunalwahlen direkt und in Baden-Württemberg in einem Teil der Gemeinden (2017: ca. 40 %) mittels der unechten Teilortswahl gewählt.
In Baden-Württemberg, der Stadt Bremen, Hessen und dem Saarland können Ortschaftsräte bzw. Beiräte oder Ortsbeiräte ein eigenes Budget zur Verwaltung übertragen bekommen. Die Hauptsatzungen der Städte und Gemeinden können in einigen Bundesländern vorsehen, dass die Ortschaftsräte den Ausschüssen des Gemeinderats gleichgestellt werden. In diesem Fall können Beschlüsse über das eigene Budget hinaus bis zu einer festgelegten Grenze selbständig beraten werden. Diese müssen dann dem Gemeinderat lediglich zur Abstimmung, nicht aber zur neuerlichen Beratung vorgelegt werden.
Die innere Verfassung der Gemeinden und die Aufgaben von Stadtbezirken oder Ortsbeiräten sind in den Gemeindeordnungen der Länder geregelt.

## Baden-Württemberg
Die Gemeindeordnung (GemO) Baden-Württemberg regelt die Ortschaftsverfassung in den §§ 67–73. Es liegt bei den Gemeinden, in ihrer Hauptsatzung eine Ortschaftsverfassung im Rahmen der Vorschriften der Gemeindeordnung festzulegen oder wieder aufzuheben. Vorsitzender des Ortschaftsrats ist ein vom Gremium vorzuschlagender Ortsvorstand (der nicht Mitglied des Gremiums sein muss), der Vorschlag muss vom zuständigen Gemeinderat abgestimmt werden.
„Der Ortschaftsrat hat die örtliche Verwaltung zu beraten. Er ist zu wichtigen Angelegenheiten, die die Ortschaft betreffen, zu hören. Er hat ein Vorschlagsrecht in allen Angelegenheiten, die die Ortschaft betreffen.“
Eine Gemeinde kann die Ortschaft betreffende Angelegenheiten dem Ortschaftsrat in beschränktem Umfang zur Entscheidung übertragen. Im Rahmen der Gebietsreform haben sich zwischen 1968 und 1975 viele Gemeinden für ihren freiwilligen Anschluss an größere Gemeinden solche Entscheidungsrechte einräumen lassen.
Beispiel der Bestimmungen für Ortschaftsräte in der Hauptsatzung der Gemeinde Ühlingen-Birkendorf
§ 14 Zuständigkeit des Ortschaftsrats
(1) Der Ortschaftsrat hat die Verwaltung zu beraten.
(2) Der Ortschaftsrat ist zu wichtigen Angelegenheiten, die die Ortschaft betreffen, zu hören und hat ein Vorschlagsrecht in allen Angelegenheiten, die die Ortschaft betreffen.
(3) Wichtige Angelegenheiten im Sinne des Absatzes 2 sind insbesondere:
- 3.1 die Veranschlagung der Haushaltsmittel für die die Ortschaft betreffenden Angelegenheiten,
- 3.2 die Bestimmung und wesentliche Änderungen der Zuständigkeiten,
- 3.3 die Ernennung, Einstellung und Entlassung der hauptsächlich für Aufgaben nach Absatz 4, Ziffern 1 bis 3, eingesetzten Gemeindebediensteten, ferner, soweit nicht für die ganze Gemeinde in gleicher Weise, sondern gerade für die Ortschaft von besonderer Bedeutung:
- 3.4 die Aufstellung, wesentliche Änderung und Aufhebung von Bauleitplänen sowie die Durchführung von Bodenordnungsmaßnahmen und städtebauliche Sanierungsmaßnahmen nach dem Baugesetzbuch,
- 3.5 die Planung, Errichtung, wesentliche Änderung und Aufhebung öffentlicher Einrichtungen einschließlich Gemeindestraßen,
- 3.6 der Erlass, die wesentliche Änderung und Aufhebung von Ortsrecht,
- 3.7 Verträge über die Nutzung von Grundstücken und beweglichem Vermögen.

(4) Dem Ortschaftsrat werden im Rahmen der im Haushaltsplan zur Verfügung gestellten Mittel folgende Angelegenheiten, soweit sie die jeweilige Ortschaft betreffen und es sich nicht um Geschäfte der laufenden Verwaltung oder dem Bürgermeister vom Gemeinderat übertragene Aufgaben handelt und § 70 Abs. 2 GemO nicht entgegen steht, zur Entscheidung übertragen:
- 4.1 die Hallenbelegung und Hallenbenutzung im Einvernehmen mit dem Bürgermeister,
- 4.2 die Pflege des Ortsbildes und des örtlichen Brauchtums,
- 4.3 die Belegung und Angelegenheiten des Friedhofes im Einvernehmen mit dem Bürgermeister,
- 4.4 im Rahmen der gesetzlichen Vorschriften die Bewirtschaftung der Mittel, die jeder Ortschaft im Haushaltsplan zur besonderen Verwendung als Pauschalbetrag zur Verfügung gestellt werden.

(5) § 5 Abs. 1 und 4 gelten entsprechend.
AnmerkungErläuterungen zum Budget für Ortschaftsräte:
- Aufgrund eines Gemeinderatsbeschlusses wird den Ortschaften ein Ortschaftsbudget zur Verfügung gestellt, welches sich an der Einwohnerzahl, der Gemarkungsfläche und den öffentlichen Einrichtungen des Ortsteils orientiert. So erhält Birkendorf als einwohnerstärkster Ortsteil hier jährlich rund 12.000 Euro, Hürrlingen als kleinster Ortsteil erhält rund 4.400 Euro.

- Ziel dieses Budgets ist die Aktivierung von Potentialen vor Ort. Der Ortschaftsrat kann ein Projekt angehen, dafür aus dem Budget die Materialien finanzieren und das Projekt durch Ehrenamtliche umsetzen. Das Geld kann auch für Beschaffungen oder die Beauftragung von Handwerkern genutzt werden.

## Brandenburg
In Brandenburg wird durch die Kommunalverfassung in Abschnitt 2 Ortsteile §46 bis §48 die Bildung von Ortsteilen und die Wahl und Stellung der Ortsbeiräte bestimmt. Die Gemeindevertretung kann über eine Hauptsatzung diese Punkte präzisieren und anpassen.

## Bremen
In der Stadtgemeinde Bremen werden zur Wahrnehmung örtlicher Angelegenheiten 22 Beiräte – davon vier für eigenständige Ortsteile – gewählt. Es sind Stadtteilparlamente mit eingeschränkten Entscheidungsmöglichkeiten und eigenen finanziellen Mitteln. Hintergrund ist, dass die kommunale Vertretung, die Stadtbürgerschaft, aus den stadtbremischen Abgeordneten des Landesparlaments, der Bremischen Bürgerschaft, besteht und keine Volksvertretung wie etwa in Berlin oder Hamburg auf der Bezirksebene existiert.

## Hessen
In Hessen können die Städte und Gemeinden nach § 82 Abs. 1 der Hessischen Gemeindeordnung (HGO) durch Beschluss der Gemeindevertretung für ihr Gebiet Ortsbezirke bilden. Die Einrichtung und Abgrenzung der Ortsbezirke wird in der Hauptsatzung der Gemeinde geregelt. In jedem Ortsbezirk wird ein Ortsbeirat gewählt, der Vorsitzende ist der Ortsvorsteher. Dieser wird in der ersten Sitzung nach der Wahl aus der Mitte der Ortsbeiratsmitglieder gewählt.
Die Wahl zu den Ortsbeiräten erfolgt gleichzeitig mit den Wahlen zur Gemeindevertretung bzw. der Stadtverordnetenversammlung für die Dauer von fünf Jahren. Änderungen der Ortsbezirksgrenzen oder die Aufhebung des Ortsbezirks sind nur zum Ende der Wahlzeit möglich.
Der Ortsbeirat besteht aus mindestens drei, höchstens neun Mitgliedern, in Ortsbezirken mit mehr als 8000 Einwohnern aus höchstens neunzehn Mitgliedern. Die genaue Anzahl wird in der Hauptsatzung der Kommune festgelegt. Die Mitglieder des Ortsbeirats sind ehrenamtlich tätig.
Der Ortsbeirat ist zu allen wichtigen Angelegenheiten, die den Ortsbezirk betreffen, zu hören, insbesondere zum Entwurf des Haushaltsplans. Er hat ein Vorschlagsrecht in allen Angelegenheiten, die den Ortsbezirk angehen. Er hat zu denjenigen Fragen Stellung zu nehmen, die ihm von der Gemeindevertretung oder vom Gemeindevorstand vorgelegt werden. Weitere Aufgaben können dem Ortsbeirat widerruflich von der Gemeindevertretung übertragen werden. Den Ortsbeiräten werden die zur Erledigung ihrer Aufgaben nötigen Finanzmittel zur Verfügung gestellt.
In Hessen bestehen nicht in allen Gemeinden Ortsbeiräte. In der Regel haben sie auch nur die nach HGO beschriebenen Mindestkompetenzen wie Anhörungs- und Vorschlagsrecht. Die Entscheidungen, gegebenenfalls auch gegen das Votum des Ortsbeirats, werden in der Gemeindevertretung getroffen. In einigen Städten, z. B. Frankfurt am Main, sind den Ortsbeiräten weitergehende Aufgaben übertragen und ihnen auch die entsprechenden Finanzmittel zur Verfügung gestellt worden.

## Niedersachsen
Stadtbezirksräte gibt es aktuell in Hannover und Braunschweig, anderswo werden Ortsräte gewählt. Die Zuständigkeiten und Kompetenzen ergeben sich einerseits entsprechend den §§ 90 ff. des Niedersächsischen Kommunalverfassungsgesetzes, andererseits aus den Hauptsatzungen der jeweiligen Kommune.

## Rheinland-Pfalz
In Rheinland-Pfalz können Städte und Gemeinden Ortsbezirke bilden (§ 75 GemO). In Gemeinden mit mehr als 100.000 Einwohnern kann für einen oder mehrere Ortsbezirke mit zusammen mindestens 15.000 Einwohnern bei Bedarf eine Außenstelle der Gemeindeverwaltung (Verwaltungsstelle) eingerichtet werden (§ 77 GemO).
Die Zahl der Mitglieder eines Ortsbeirats wird durch die Hauptsatzung der Gemeinde bestimmt. Er besteht aus mindestens drei und höchstens 15 Mitgliedern. Der Ortsbeirat wählt aus seiner Mitte den oder die Vertreter des direkt gewählten Ortsvorstehers.
Der Ortsbeirat ist zu allen wichtigen Angelegenheiten, die den Ortsbezirk betreffen, zu hören, insbesondere zum Entwurf des Haushaltsplans (§ 75 GemO). Er hat ein Vorschlagsrecht in allen Angelegenheiten, die den Ortsbezirk angehen. Er hat zu denjenigen Fragen Stellung zu nehmen, die ihm von der Gemeindevertretung oder vom Gemeindevorstand vorgelegt werden. Weitere Aufgaben können dem Ortsbeirat widerruflich von der Gemeindevertretung übertragen werden. Den Ortsbeiräten werden die zur Erledigung ihrer Aufgaben nötigen Finanzmittel zur Verfügung gestellt.

## Sachsen
Die Sächsische Gemeindeordnung, Vierter Abschnitt (§§ 65–69a), regelt die Ortschaftsverfassung. Sie kann für nach dem 1. Mai 1993 im Rahmen einer Gebietsänderung entstandener Ortsteile durch die Hauptsatzung eingeführt werden. Die Ortschaftsräte werden gewählt. Die Aufgaben des Ortschaftsrates werden in § 67 definiert. Der Ortschaftsrat verfügt über ein Budget. Die Ortsvorsteher werden von den Ortschaftsräten gewählt. In Dresden und Leipzig heißen die entsprechenden Gremien Bezirksbeiräte.

## Schleswig-Holstein
In Schleswig-Holstein können die Gemeinden nach § 47 b der Gemeindeordnung Ortsbeiräte bilden, deren Stellung in § 47 c geregelt ist.

## Thüringen
In Thüringen haben nach der Thüringer Kommunalordnung Ortsteile der Landgemeinden Ortschaftsräte und Ortsteile von Einheitsgemeinden Ortsteilräte.